# ارتباطات هرست
شرکت ارتباطات هِرْسْت (به انگلیسی: Hearst Communications, Inc.) شرکت خوشه‌ای رسانه‌های گروهی آمریکایی و چندملیتی است، که مدیریت بر چندین کانال تلویزیونی، روزنامه، هفته‌نامه و مجله را در اختیار دارد و در حوزه‌هایی چون انتشارات، خدمات رسانه‌ای، توزیع دیجیتال و معاملات املاک و مستغلات فعالیت می‌نماید.
شرکت هرست در سال ۱۸۸۷ توسط ویلیام راندولف هرست، در قالب یک روزنامه، در شهر سان فرانسیسکو تأسیس شد و در حال حاضر مالک ۱۵ روزنامه، ۳۶ هفته‌نامه، ۲۹ کانال تلویزیونی و بیش از ۳۰۰ مجله در سراسر جهان می‌باشد. از دارایی‌های این شرکت می‌توان به: مجله ال، گود هاوس‌کیپینگ، پاپیولر مکانیکس، وومنز دی، سان فرانسیسکو کرونیکل، ماری کلر،  شبکه ای اند ئی و ای‌اس‌پی‌ان اشاره کرد. دفتر مرکزی شرکت هرست در برج هرست، در منهتن نیویورک قرار دارد.